# The Metallica Blacklist
The Metallica Blacklist — триб'ют-альбом різних виконавців, що містить кавер-версії кожного треку з однойменного альбому Metallica 1991 року (широко відомого як The Black Album). Колекція була зібрана у зв'язку з 30-річчям оригінального альбому. Більшість пісень переспівуються кілька разів, у них беруть участь 53 виконавці. Альбом вийшов у цифрових форматах 10 вересня 2021 року, а у фізичних — 1 жовтня 2021 року.

## Фон
Триб'ют-альбом Metallica Blacklist є частиною більшого святкування 30-річчя The Black Album, і вийшов в той же день, що і розкішна ремастована версія оригінального альбому. Триб'ют-альбом був задуманий як ілюстрація того, як The Black Album вплинув на музикантів різних жанрів, і був натхненний існуванням кількох попередніх триб'ютів альбому, виконавцями в різних жанрах від електроніки до класики.
Готуючись до проєкту, Metallica запросила музикантів, які в минулому були відомі за кавери на інші пісні Metallica, такі як Warning, the Hu та Rodrigo y Gabriela. Потім Metallica запросила виконавців з різних жанрів зробити свій внесок в унікальні інтерпретації пісень. Запрошеним артистам було дозволено вибрати, на яку пісню зробити кавер. Згідно із заявою гурту, "The Metallica Blacklist пропонує нові виміри платівки, гравітаційне тяжіння якої вперше привернуло мейнстрім до Metallica — і дає нове розуміння універсальної та позачасової привабливості, яка тримала її там: руйнівний вплив цих 12 пісень на шанувальників та музикантів усіх мастей.
За кожну пісню альбому половина виручених коштів жертвується у фонд All Within My Hands від Metallica, а інша половина жертвується на благодійність за вибором цього виконавця.

## Рецепція
На Metacritic, який присвоює нормалізований рейтинг зі 100 рецензіям від професійних видань, альбом має середню оцінку 66 на основі 10 рецензій, що вказує на «загалом сприятливі відгуки». Альбом отримав відгуки, які в цілому були сприятливими для широкого спектра жанрів проєкту і часто дивували вибір учасників, але з деякими сумнівами щодо його повторюваного або суперечливого характеру як досвіду прослуховування. Metal Hammer зазначив, що існує занадто багато версій деяких пісень, особливо «Enter Sandman» і «Nothing Else Matters», але дійшов висновку, що триб'ют-альбом "підкреслює, як, на відміну від будь-якої іншої групи в історії, Metallica вийшла за межі хеві-металу і стала одним з найбільших культурних експортерів музики. Metal Hammer також спробував оцінити всі 53 пісні альбому, дійшовши висновку, що найкращою є версія «Nothing Else Matters» Майлі Сайрус, яку підтримали Елтон Джон, Йо-Йо Ма, Ендрю Ватт, Чад Сміт та нинішній басист Metallica Роберт Трухільо
Pitchfork також дав альбому неоднозначну рецензію, назвавши його «величезним і нерівномірним» і розкритикувавши деякі передбачувані кавери виконавців хард-року та хеві-металу, але похваливши внесок у жанрові стрибки, такі як японсько-британська поп-співачка Ріна Саваяма та гансько-американський музикант Мозес Сумні. Rolling Stone звернув увагу на деякі з найеклектичніших каверів, таких як внесок джазового музиканта Камасі Вашингтона та панк-рок супергрупи Off! В окремому огляді Rolling Stone дійшов висновку, що альбом є належною даниною поваги постійному впливу The Black Album.
Журнал Exclaim! також відзначив, що не всі з 53 пісень повністю задовольняють, але похвалили проєкт за його внесок у благодійність, назвавши версію Вашингтона My Friend of Misery найкращим треком на альбомі. Metal Injection назвав альбом повним переосмисленням одного з найбільш культових записів усіх часів. NME назвав його захоплюючою солянкою, яка змушує слухача вибирати власну улюблену версію кожної пісні, але дійшов висновку, що альбом є фантастичною даниною одній з найсвященніших текстів металу.

## Трек-лист
| No. | Title                 | Writer(s)                                 | Artist                                                    | Length |
| --- | --------------------- | ----------------------------------------- | --------------------------------------------------------- | ------ |
| 1.  | «Enter Sandman»       | James Hetfield, Lars Ulrich, Kirk Hammett | Alessia Cara and The Warning                              | 4:24   |
| 2.  | «Enter Sandman»       | Hetfield, Ulrich, Hammett                 | Mac DeMarco                                               | 5:46   |
| 3.  | «Enter Sandman»       | Hetfield, Ulrich, Hammett                 | Ghost                                                     | 3:51   |
| 4.  | «Enter Sandman»       | Hetfield, Ulrich, Hammett                 | Juanes                                                    | 4:53   |
| 5.  | «Enter Sandman»       | Hetfield, Ulrich, Hammett                 | Rina Sawayama                                             | 5:34   |
| 6.  | «Enter Sandman»       | Hetfield, Ulrich, Hammett                 | Weezer                                                    | 5:34   |
| 7.  | «Sad but True» (live) | Hetfield, Ulrich                          | Sam Fender                                                | 3:51   |
| 8.  | «Sad but True»        | Hetfield, Ulrich                          | Jason Isbell and the 400 Unit                             | 4:30   |
| 9.  | «Sad but True»        | Hetfield, Ulrich                          | Mexican Institute of Sound featuring La Perla and Gera MX | 4:31   |
| 10. | «Sad but True»        | Hetfield, Ulrich                          | Royal Blood                                               | 5:29   |
| 11. | «Sad but True»        | Hetfield, Ulrich                          | St. Vincent                                               | 4:12   |
| 12. | «Sad but True»        | Hetfield, Ulrich                          | White Reaper                                              | 5:23   |
| 13. | «Sad but True»        | Hetfield, Ulrich                          | YB                                                        | 4:03   |

| No. | Title              | Writer(s)                 | Artist                                | Length |
| --- | ------------------ | ------------------------- | ------------------------------------- | ------ |
| 1.  | «Holier than Thou» | Hetfield, Ulrich          | Biffy Clyro                           | 5:10   |
| 2.  | «Holier than Thou» | Hetfield, Ulrich          | The Chats                             | 2:26   |
| 3.  | «Holier than Thou» | Hetfield, Ulrich          | Off!                                  | 3:04   |
| 4.  | «Holier than Thou» | Hetfield, Ulrich          | PUP                                   | 3:56   |
| 5.  | «Holier than Thou» | Hetfield, Ulrich          | Corey Taylor                          | 4:11   |
| 6.  | «The Unforgiven»   | Hetfield, Ulrich, Hammett | Cage the Elephant                     | 5:54   |
| 7.  | «The Unforgiven»   | Hetfield, Ulrich, Hammett | Vishal Dadlani, Divine, Shor Police   | 4:21   |
| 8.  | «The Unforgiven»   | Hetfield, Ulrich, Hammett | Diet Cig                              | 4:47   |
| 9.  | «The Unforgiven»   | Hetfield, Ulrich, Hammett | Flatbush Zombies featuring DJ Scratch | 4:37   |
| 10. | «The Unforgiven»   | Hetfield, Ulrich, Hammett | Ha*Ash                                | 4:06   |
| 11. | «The Unforgiven»   | Hetfield, Ulrich, Hammett | José Madero                           | 4:01   |
| 12. | «The Unforgiven»   | Hetfield, Ulrich, Hammett | Moses Sumney                          | 5:34   |

| No. | Title                         | Writer(s)                 | Artist                                                                        | Length |
| --- | ----------------------------- | ------------------------- | ----------------------------------------------------------------------------- | ------ |
| 1.  | «Wherever I May Roam»         | Hetfield, Ulrich          | J Balvin                                                                      | 2:39   |
| 2.  | «Wherever I May Roam»         | Hetfield, Ulrich          | Chase & Status featuring Backroad Gee                                         | 3:07   |
| 3.  | «Wherever I May Roam»         | Hetfield, Ulrich          | The Neptunes                                                                  | 3:57   |
| 4.  | «Wherever I May Roam»         | Hetfield, Ulrich          | Jon Pardi                                                                     | 6:45   |
| 5.  | «Don't Tread on Else Matters» | Hetfield, Ulrich          | SebastiAn                                                                     | 5:54   |
| 6.  | «Don't Tread on Me»           | Hetfield, Ulrich          | Portugal. The Man featuring Aaron Beam                                        | 4:14   |
| 7.  | «Don't Tread on Me»           | Hetfield, Ulrich          | Volbeat                                                                       | 3:39   |
| 8.  | «Through the Never»           | Hetfield, Ulrich, Hammett | The Hu                                                                        | 4:07   |
| 9.  | «Through the Never»           | Hetfield, Ulrich, Hammett | Tomi Owó                                                                      | 3:06   |
| 10. | «Nothing Else Matters»        | Hetfield, Ulrich          | Phoebe Bridgers                                                               | 4:35   |
| 11. | «Nothing Else Matters»        | Hetfield, Ulrich          | Miley Cyrus featuring Watt, Elton John, Yo-Yo Ma, Robert Trujillo, Chad Smith | 6:37   |
| 12. | «Nothing Else Matters»        | Hetfield, Ulrich          | Dave Gahan                                                                    | 5:09   |
| 13. | «Nothing Else Matters»        | Hetfield, Ulrich          | Mickey Guyton                                                                 | 4:31   |
| 14. | «Nothing Else Matters»        | Hetfield, Ulrich          | Dermot Kennedy                                                                | 3:01   |
| 15. | «Nothing Else Matters»        | Hetfield, Ulrich          | Mon Laferte                                                                   | 5:56   |

| No. | Title                  | Writer(s)                       | Artist             | Length |
| --- | ---------------------- | ------------------------------- | ------------------ | ------ |
| 1.  | «Nothing Else Matters» | Hetfield, Ulrich                | Igor Levit         | 5:12   |
| 2.  | «Nothing Else Matters» | Hetfield, Ulrich                | My Morning Jacket  | 3:26   |
| 3.  | «Nothing Else Matters» | Hetfield, Ulrich                | PG Roxette         | 3:49   |
| 4.  | «Nothing Else Matters» | Hetfield, Ulrich                | Darius Rucker      | 6:53   |
| 5.  | «Nothing Else Matters» | Hetfield, Ulrich                | Chris Stapleton    | 8:15   |
| 6.  | «Nothing Else Matters» | Hetfield, Ulrich                | Tresor             | 6:24   |
| 7.  | «Of Wolf and Man»      | Hetfield, Ulrich, Hammett       | Goodnight, Texas   | 3:24   |
| 8.  | «The God That Failed»  | Hetfield, Ulrich                | Idles              | 3:56   |
| 9.  | «The God That Failed»  | Hetfield, Ulrich                | Imelda May         | 4:04   |
| 10. | «My Friend of Misery»  | Hetfield, Ulrich, Jason Newsted | Cherry Glazerr     | 3:31   |
| 11. | «My Friend of Misery»  | Hetfield, Ulrich, Newsted       | Izïa               | 4:25   |
| 12. | «My Friend of Misery»  | Hetfield, Ulrich, Newsted       | Kamasi Washington  | 6:47   |
| 13. | «The Struggle Within»  | Hetfield, Ulrich                | Rodrigo y Gabriela | 4:00   |

## Чарти
| Austrian Albums (Ö3 Austria)             | 6   |
| Canadian Albums (Billboard)              | 44  |
| Finnish Albums (Suomen virallinen lista) | 17  |
| Polish Albums (ZPAV)                     | 19  |
| Spain (PROMUSICAE)                       | 77  |
| UK Compilation Albums (OCC)              | 4   |
| US Billboard 200                         | 103 |